# Daïra de Zéralda
La daïra de Zéralda ou circonscription administrative de Zéralda est une wilaya déléguée de la wilaya d'Alger dont le chef-lieu est la ville éponyme de Zéralda.

## Walis délégués
Le poste de wali délégué de la wilaya déléguée de Zéralda a été occupé par plusieurs personnalités politiques nationales depuis sa création.
| N° | Wali délégué     | Début             | Fin               |
| -- | ---------------- | ----------------- | ----------------- |
| 01 | Rachid Kicha     | 2 août 1997       | 13 août 2000      |
| 02 | Mohamed Ziani    | 13 août 2000      | 17 août 2004      |
| 03 | Abdallah Redjimi | 17 août 2004      | 7 mai 2008        |
| 04 | Fatma Zohra Raïs | 7 mai 2008        | 30 septembre 2010 |
| 05 | Salah Cherradi   | 30 septembre 2010 |                   |
| 06 |                  | 24 octobre 2013   |                   |
| 07 | Kamel Beldjoud   | 22 juillet 2015   | 14 septembre 2022 |
| 08 | Ahcène Khaldi    | 14 septembre 2022 | 5 novembre 2024   |
| 09 | Khadidja Sifi    | 5 novembre 2024   | (en cours)        |

## Communes
La daïra de Zéralda est constituée de cinq communes :
1. Mahelma
2. Rahmania
3. Souidania
4. Staoueli
5. Zéralda

## Centre cynégétique
Cette daïra côtière abrite le centre cynégétique de Zéralda qui collabore étroitement avec le centre cynégétique de Réghaïa.